# ويتشيتا
ويتشيتا: هي أكبر مدينة في ولاية كنساس الأمريكية. واعتبارًا من تعداد عام 2010، كان عدد سكان المدينة 382368. ويتشيتا هي مقر مقاطعة سيدجويك والمدينة الرئيسية في منطقة العاصمة ويجيتا. و اعتبارًا من عام 2011، في منطقة مترو يبلغ عدد سكانه 630721 نسمة.
تأسست المدينة في عام 1870، استنادًا إلى نجاح من رجال الأعمال الذين جاؤوا للبحث والتجارة مع السكان الأصليين. جعل موقفه من تريل تشيشولم وجهة للماشية يدفع باتجاه الشمال للوصول إلى خطوط السكك الحديدية إلى الأسواق الشرقية. في القرن 20، بدأ رواد طائرات مثل سيسنا كلايد، الزان والتر ولير بيل المشاريع التي من شأنها أن تؤدي إلى إطلاق لقب لمدينة ويجيتا وهو عاصمة للطيران في العالم.

## المناخ
يظهر الجدول التالي التغييرات المناخية على مدار السنة لويتشيتا:
| البيانات المناخية لـويتشيتا                                                               | البيانات المناخية لـويتشيتا | البيانات المناخية لـويتشيتا | البيانات المناخية لـويتشيتا | البيانات المناخية لـويتشيتا | البيانات المناخية لـويتشيتا | البيانات المناخية لـويتشيتا | البيانات المناخية لـويتشيتا | البيانات المناخية لـويتشيتا | البيانات المناخية لـويتشيتا | البيانات المناخية لـويتشيتا | البيانات المناخية لـويتشيتا | البيانات المناخية لـويتشيتا | البيانات المناخية لـويتشيتا |
| الشهر                                                                                     | يناير                       | فبراير                      | مارس                        | أبريل                       | مايو                        | يونيو                       | يوليو                       | أغسطس                       | سبتمبر                      | أكتوبر                      | نوفمبر                      | ديسمبر                      | المعدل السنوي               |
| ----------------------------------------------------------------------------------------- | --------------------------- | --------------------------- | --------------------------- | --------------------------- | --------------------------- | --------------------------- | --------------------------- | --------------------------- | --------------------------- | --------------------------- | --------------------------- | --------------------------- | --------------------------- |
| الدرجة القصوى °ف (°م)                                                                     | 75 (24)                     | 87 (31)                     | 92 (33)                     | 98 (37)                     | 102 (39)                    | 110 (43)                    | 113 (45)                    | 114 (46)                    | 108 (42)                    | 97 (36)                     | 86 (30)                     | 83 (28)                     | 114 (46)                    |
| الحد الأقصى المتوسط °ف (°م)                                                               | 63.8 (17.7)                 | 70.8 (21.6)                 | 79.3 (26.3)                 | 84.7 (29.3)                 | 91.4 (33.0)                 | 98.3 (36.8)                 | 103.9 (39.9)                | 102.8 (39.3)                | 96.8 (36.0)                 | 87.2 (30.7)                 | 74.7 (23.7)                 | 63.9 (17.7)                 | 105.5 (40.8)                |
| متوسط درجة الحرارة الكبرى °ف (°م)                                                         | 42.5 (5.8)                  | 48.2 (9.0)                  | 57.9 (14.4)                 | 67.7 (19.8)                 | 76.7 (24.8)                 | 86.7 (30.4)                 | 92.3 (33.5)                 | 91.2 (32.9)                 | 82.5 (28.1)                 | 69.7 (20.9)                 | 56.2 (13.4)                 | 43.5 (6.4)                  | 68.0 (20.0)                 |
| متوسط درجة الحرارة الصغرى °ف (°م)                                                         | 21.9 (−5.6)                 | 26.1 (−3.3)                 | 35.0 (1.7)                  | 44.5 (6.9)                  | 55.2 (12.9)                 | 64.9 (18.3)                 | 69.8 (21.0)                 | 68.8 (20.4)                 | 59.5 (15.3)                 | 46.9 (8.3)                  | 34.6 (1.4)                  | 24.1 (−4.4)                 | 46.0 (7.8)                  |
| الحد الأدنى المتوسط °ف (°م)                                                               | 4.1 (−15.5)                 | 6.4 (−14.2)                 | 17.5 (−8.1)                 | 28.5 (−1.9)                 | 40.4 (4.7)                  | 52.7 (11.5)                 | 60.5 (15.8)                 | 58.7 (14.8)                 | 42.4 (5.8)                  | 30.9 (−0.6)                 | 18.3 (−7.6)                 | 6.8 (−14.0)                 | −1.2 (−18.4)                |
| أدنى درجة حرارة °ف (°م)                                                                   | −15 (−26)                   | −22 (−30)                   | −3 (−19)                    | 15 (−9)                     | 27 (−3)                     | 43 (6)                      | 51 (11)                     | 45 (7)                      | 31 (−1)                     | 14 (−10)                    | 1 (−17)                     | −16 (−27)                   | −22 (−30)                   |
| الهطول إنش (مم)                                                                           | 0.83 (21)                   | 1.18 (30)                   | 2.69 (68)                   | 2.59 (66)                   | 4.57 (116)                  | 5.20 (132)                  | 3.32 (84)                   | 3.71 (94)                   | 3.14 (80)                   | 2.78 (71)                   | 1.43 (36)                   | 1.20 (30)                   | 32.64 (829)                 |
| متوسط تساقط الثلوج إنش (سم)                                                               | 3.6 (9.1)                   | 3.2 (8.1)                   | 2.3 (5.8)                   | 0.2 (0.51)                  | 0 (0)                       | 0 (0)                       | 0 (0)                       | 0 (0)                       | 0 (0)                       | 0.1 (0.25)                  | 1.3 (3.3)                   | 4.2 (11)                    | 14.9 (38)                   |
| متوسط أيام هطول الأمطار (≥ 0.01 in)                                                       | 4.7                         | 5.4                         | 8.2                         | 8.0                         | 11.4                        | 10.0                        | 7.3                         | 7.9                         | 7.0                         | 7.0                         | 5.3                         | 5.7                         | 87.9                        |
| متوسط الأيام المثلجة (≥ 0.1 in)                                                           | 3.0                         | 2.1                         | 1.2                         | 0.2                         | 0                           | 0                           | 0                           | 0                           | 0                           | 0.1                         | 0.6                         | 2.8                         | 10.0                        |
| متوسط الرطوبة النسبية (%)                                                                 | 69.9                        | 68.3                        | 63.8                        | 62.8                        | 67.0                        | 64.3                        | 58.9                        | 61.1                        | 66.8                        | 65.1                        | 70.0                        | 71.7                        | 65.8                        |
| ساعات سطوع الشمس الشهرية                                                                  | 190.9                       | 186.4                       | 230.4                       | 257.8                       | 289.8                       | 305.0                       | 342.1                       | 309.2                       | 245.6                       | 226.3                       | 170.2                       | 168.7                       | 2٬922٫4                     |
| نسبة وصول أشعة الشمس                                                                      | 62                          | 62                          | 62                          | 65                          | 66                          | 69                          | 76                          | 73                          | 66                          | 65                          | 56                          | 57                          | 66                          |
| متوسط مؤشر الأشعة فوق البنفسجية                                                           | 2                           | 3                           | 5                           | 7                           | 9                           | 10                          | 10                          | 9                           | 7                           | 5                           | 3                           | 2                           | 6                           |
| المصدر #1: خدمة الطقس الوطنية (relative humidity and sun 1961–1990);, The Weather Channel |                             |                             |                             |                             |                             |                             |                             |                             |                             |                             |                             |                             |                             |
| المصدر #2: Weather Atlas                                                                  |                             |                             |                             |                             |                             |                             |                             |                             |                             |                             |                             |                             |                             |

## توأمة
لويتشيتا اتفاقيات توأمة مع كل من:
- أورليان (1973 - )[19]
- كانكون [19]
- كايفنغ (3 ديسمبر 1985 - )[20]
- Tlalnepantla, Morelos [الإنجليزية]‏ [19]
- تلانيبانتلا دي باز
- Benito Juárez Municipality, Quintana Roo [الإنجليزية]‏
- Tlalnepantla  [لغات أخرى]‏

## أعلام
- ستان كينتون
- نورمان كوتا
- ارلين سبكتر
- فيرنون سميث
- أدريان لامو
- أوليف آن بيتش
- روبرت بالارد
- ديف ستالوورث
- إيفرت برادلي
- هاتي ماكدانيال